# Ehrendingen
Ehrendingen is een gemeente in het Zwitserse kanton Aargau, en maakt deel uit van het district Baden.
Ehrendingen telt 4.515 inwoners.

## Geschiedenis
Op 1 januari 2006 werd de gemeente opgericht na een fusie tussen de toenmalige zelfstandige gemeenten Oberehrendingen en Unterehrendingen. In dezelfde samenstelling heeft de gemeente ook bestaan tussen 1798 en 1825 na het opheffen van het voormalige Amt Ehrendingen in 1798.

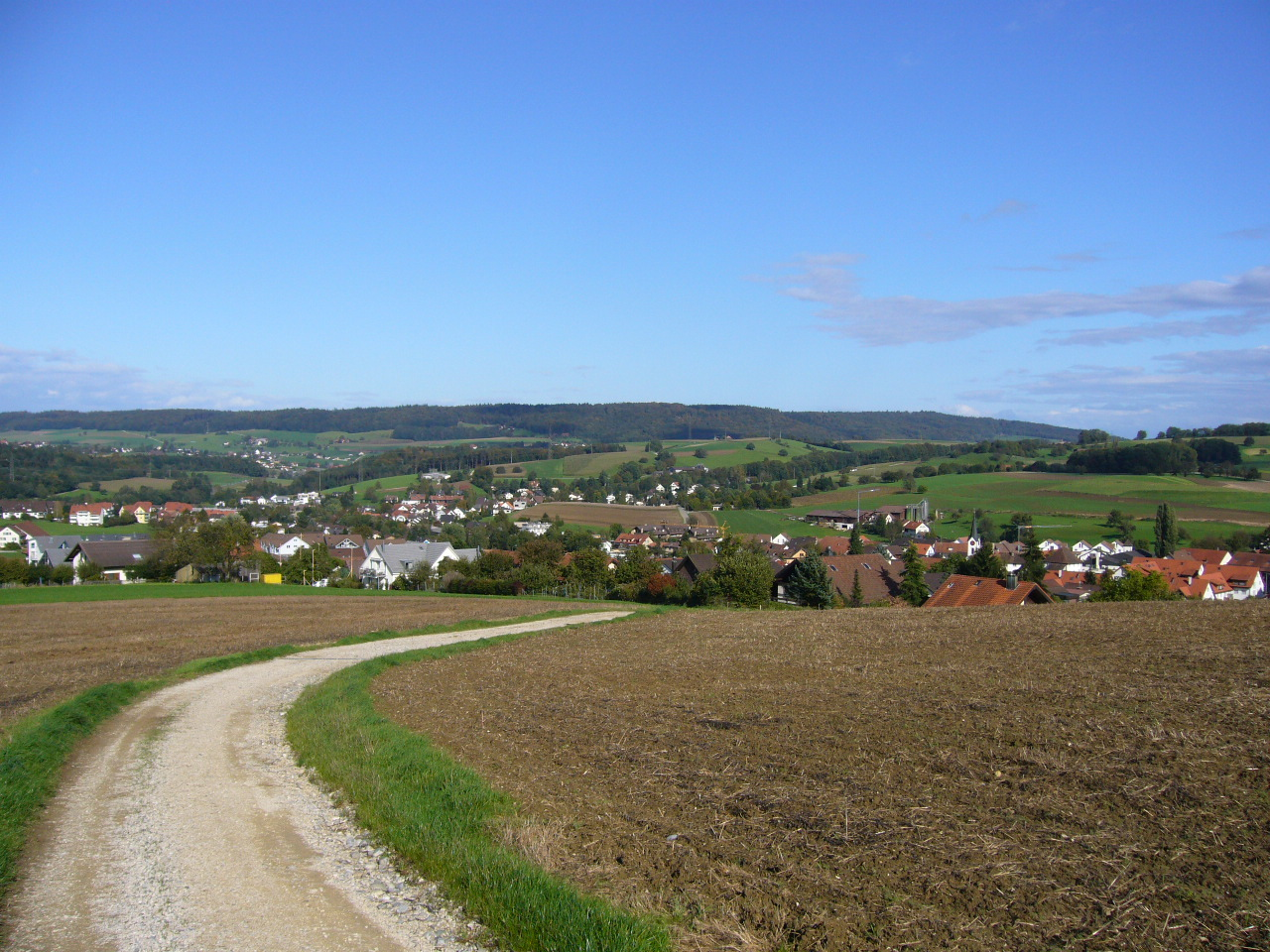
Zicht op Ehrendingen